# Carlos Castaneda
Carlos Castaneda (španělsky Carlos César Salvador Arana Castañeda nebo Carlos Aranha Castañeda; 25. prosince 1925 Cajamarca, Peru – 27. dubna 1998 Los Angeles, USA) byl autor knih, které popisují jeho učednictví u tradičního amerického čaroděje z tradice Toltéckých zřeců (vidoucích – los nuevos videntes) z kmene Yaqui.
Castaneda tvrdí, že se v roce 1960, kdy byl studentem antropologie, seznámil s čarodějem kmene Yaqui, kterého nazýval Don Juan Matus. Castanedův původní zájem studia halucinogenních rostlin v oblasti Sonorské pouště se během setkávání s čarodějem změnil v jeho učednictví. Aniž to sám zprvu tušil, začal se učit čarodějnému popisu světa, aby posléze od dona Juana zdědil pozici naguala, tedy vůdce skupiny zřeců. Tento termín používá Castaneda pro šamana či čaroděje, který dokáže proměnit svůj tvar nebo se proměnit ve zvíře.
Castanedova tvorba obsahuje mnoho popisů paranormálních a magických zážitků, psychologické techniky, toltécké magické rituály, experimenty s psychotropními rostlinami (například durman a peyotl). Z jeho učení vychází také cvičení tzv. „magických gest“ – tensegrita.
Prodalo se více než 8 milionů výtisků jeho díla v 17 jazycích včetně češtiny.[zdroj?]

## Životopis
Carlos Castaneda (plným jménem Carlos Cesar Arana Castaneda), se narodil 25. prosince 1925 v Cajamarca, Peru. Imigrační záznamy také ukazují, že příjmení převzal po matce Susana Castañeda Navoa, jeho otec se jmenoval Cesar Arana Burungaray. Odstěhoval do Spojených států na počátku roku 1950 a dostal občanství v roce 1957. V roce 1960 se oženil s Margaret Runyan. Žili spolu jen šest měsíců, ale jejich rozvod trval dlouho do roku 1973. Studoval na University of California, Los Angeles.
Castaneda napsal dvanáct knih a několik odborných článků podrobně popisující jeho zážitky s šamanem z indiánského kmene Yaqui ze severního Mexika. Své první tři knihy, Učení dona Juana: cesta poznání Yaqui, Oddělená skutečnost a Cesta do Ixtlanu, Castaneda napsal během studií na Univerzitě. Castaneda psal knihy, kde psal o sobě a co zažíval, jak ho učil don Juan Matus.
Castaneda zemřel 27. dubna 1998 v Los Angeles kvůli komplikacím s rakovinou. Nebyl veřejný pohřeb, Castaneda byl zpopelněn a popel byl poslán do Mexika. Necelé dva měsíce po jeho smrti, 19. června 1998, se v Los Angeles Times objevil nekrolog s názvem „A Hushed Death for Mystic Author Carlos Castaneda“.

## Castanedův magický svět čarodějů
Carlos Castaneda se v roce 1960 jako student antropologie na Kalifornské univerzitě seznámil v rámci terénního výzkumu s indiánem kmene Yaqui donem Juanem Matusem. Jméno je patrně smyšlené, protože don Juan se představil dalším členům Castanedovy skupiny Taishe Abellardové a Florindě Donnerové pod jinými jmény. Existence dona Juana je zpochybňována, nicméně uznávaný antropolog a kolega CC Michael Harner ve své knize Jeskyně a kosmos popisuje, jak v 60. letech CC v debatách s ním vyprávěl živé historky o mexickém indiánovi z kmene Yaqui, se kterým dělá výzkum. Na Harnerův ponět začal Castaneda dělat zápisky ze schůzek s donem Juanem, které pak vydal knižně pod názvem Učení dona Juana.
Don Juan byl nagualem šestnáctičlenné skupiny mexických čarodějů. Tato skupina byla dědicem tajné čarodějnické tradice, která sahala daleko do minulosti. Skupina žila ve čtyřech domácnostech rozesetých po celém Mexiku. Poloha domácností není známa, ví se pouze o jižní domácnosti, která se nacházela v Oaxace. Don Juan měl příbytek poblíž Vícamu v Sonoře. Dům čarodějek, do kterého dojížděly bojovnice ze skupiny CC z USA se nacházel těsně za hranicí poblíž Tuscovnu. Národnostní složení skupiny dona Juana bylo pestré, členství ve skupině určovalo výhradně znamení ducha. Byli tam běloši, indiáni, mexikáni. Don Genaro byl Mazaték, Florinda běloška, spojovat proto skupinu s kmenem Yaqui je scestné. Don Juan rozpoznal podle určité charakteristiky energetického těla v CC nového naguala. Knihy pak popisují neuvěřitelně barvitou cestu zasvěcení do světa čarodějů.
První knihy CC často popisují užívání halucinogenních rostlin. Bohužel toto se stalo nezamýšlenou inspirací pro hnutí New Age a Hippies a kontroverzní stránkou celého díla. Castanedovi z toho vznikl problém, když ho navštívili agenti FBI a varovali ho, že po něm pátrá rozzuřený, ozbrojený otec jakéhosi drogujícího hipíka. V dalších knihách už CC o halucinogenech téměř nepsal. Don Juan však užíváním halucinogenů sledoval ryze praktický cíl, rozbít strnulý obraz světa CC. Byla to součást rozsáhlé strategie a pouhý iniciační začátek v zasvěcení nového naguala. Jak se může přesvědčit každý čtenář, drogy smyslem knih CC nejsou. Sám Don Juan popisuje užívání drog jako "pokoušet se hlavou rozbít zeď". Ostatní členové skupiny CC nebyli zasvěcováni pomocí halucinogenů. Užívání halucinogenů, zejména durmanu, který je vysoce toxický pro játra, se podepsalo na Castanedově zdraví a vyvolalo u něj pozdější rozvoj rakoviny jater.
Nadpřirozené věci a fenomény, které Carlos Castaneda popisuje nejsou ve světě okultismu, nebo východních spirituálních systémech ničím neznámým. Dílo CC poskytuje obyvatelům západní civilizace originální vhled do světa čarodějů, mystiků, magie a nadpřirozena a je jedinečným, moderním, duchovním poselstvím psaným současným jazykem pro současného člověka. Jak přiznává CC, první knihy vznikly pod přímým editačním dohledem dona Juana. Jsou to nejsilnější texty, které CC vydal.
Carlos Castaneda byl díky anomálii v energetickém těle zvláštní nagual, který měl předurčeno ukončit svoji čarodějnickou linii a místo předání čarodějného umění další skupině, vytvořil monumentální dílo, které se má stát semenem inspirace pro mnoho nových skupin po celém světě.

## Dílo
- Učení dona Juana
- Oddělená skutečnost
- Cesta do Ixtlanu
- Příběhy síly
- Druhý kruh síly
- Dar orla
- Vnitřní oheň
- Síla ticha
- Umění snít
- Kolo času
- Magické pohyby
- Aktivní tvář nekonečna
- Čtenáři nekonečna

První knihy odehrávající se za života dona Juana Matuse jsou patrně autentické, pozdější dílo je směs reality a fikce viz film  Secret of Carlos Castaneda
Autenticita Castanedových knih je často zpochybňována, zejména proto, že se informace o kultuře, tradicích a duchovním světě Jakiů (Yaquiů) v podání Castanedy diametrálně liší od všech ostatních výzkumů u tohoto etnika, např. od Elisabeth Giddingsové. Castanedovy údaje mají více společného s duchovní kulturou sousedních Pimů a Papagů než samotných Jakiů. Rozpaky vzbuzují hlavně údajné odkazy na Toltéky, neboť don Juan Matus by měl být podle Castanedy pokračovatelem jejich tradic. Rovněž o autenticitě četných zkušeností s užíváním psychotropních látek a paranormálních jevů, jež Castaneda prezentuje jako vlastní zážitky, se často pochybuje. První tři knihy ze série jsou patrně do značné míry autentické, zatímco věrohodnost ostatních dílů je značně sporná.

## Autoři knih, které se přímo vztahují ke Castanedově čarodějnické linii
- Florinda Donner – Bytí ve snění
- Florinda Donner – Sen čarodějky
- Taisha Abellar – Přechod čarodějů
- Armando Torres – Setkání s nagualem

## Amy Wallace – Čarodějova učednice
Poslední kniha, která se váže ke Castanedově linii nerozvíjí čarodějnické učení, ale dává nahlédnout do zákulisí skupiny CC. A pohled je to v mnoha ohledech šokující.
Nic snad nemůže být ve větším kontrastu s bezchybným světem dona Juana, než fungování skupiny Carlose Castanedy. Amy Wallace vykresluje skupinu jako novodobou sektu plnou intrik, lží a sexu. Sex provozuje téměř každý s každým a nejvíce si ho dopřává guru sekty Carlos. Wallaceová popisuje členy skupiny jako psychicky nevyrovnané osoby, na hony vzdálené bezchybným bojovníkům z knih CC.
Nicméně samotný příběh dona Juana nepopírá, naopak ho podepírá dalšími detaily.
Jak skupina CC žila, tak neslavně také skončila. Wallaceová podrobně popisuje okolnosti smrti CC a to, jak se nejužší kruh bojovnic rozhodl spáchat sebevraždu. Zbylí členové provozují pod hlavičkou společnosti Cleargreen lekce Tensegrity dodnes.
Čarodějky, které s Castanedou žily v Los Angeles, po jeho smrti v roce 1998 zmizely a pravděpodobně spáchaly sebevraždu. V roce 2004 byly objeveny kosti jedné z nich v Údolí smrti. Tomuto tématu se věnují stánky http://sustainedaction.org/

## Castanedovi apologeti a kritici
Postupem času se zrodil celý houf apologetů, jejichž díla převzala od Castanedy duchovní narativ, ale které se pro svoji mělkost či povrchnost nedají s Castanedovým dílem srovnat. Autoři nepatří do Castanedovy linie, přestože se tak mnohdy tváří. Miguel Ángel Ruiz, Ken Eagle Feather, Merilyn Tunneshende, Lujan Matus, Arnold Mindell a další.
Mezi kritiky patří Richard de Mille, Christophe Bourseiller, nebo Daniel Noel, kteří Carlose Castanedu kritizují z intelektuálních pozic, ale s jeho poselstvím se míjejí.